# Astragalus bernardinus
Astragalus bernardinus är en ärtväxtart som beskrevs av Marcus Eugene Jones. Astragalus bernardinus ingår i släktet vedlar, och familjen ärtväxter. Inga underarter finns listade i Catalogue of Life.